# Этнескеры
Этнеске́ры (чув. Этнескер) — деревня в Мариинско-Посадском муниципальном округе Чувашской Республики. С 2004 до 2023 года входила в состав Первочурашевского сельского поселения.

## География
Расстояния:
до ближайших населенных пунктов — д. Ибраялы — 1 км, д. Новое Акташево — 1,1 км, д. Урезекасы — 2,6 км, д. Старое Акташево — 2,8 км, д. Мижули — 2,1 км, д. Шордауши — 3,2 км
от города — Чебоксары — 37 км.

## Население
| 2010 | 2012 |
| ---- | ---- |
| 36   | ↗65  |

## Инфраструктура
Деревня Этнескеры — небольшая, состоит всего из четырёх улиц и 39 домов. Жители деревни в основном заняты в приусадебном хозяйстве. Часть домов и участков используется в основном летом, в качестве дачных и садовых участков.